# Северни Кејп
Северни Кејп (енгл. Northern Cape) је велика, слабо насељена покрајина у Јужноафричкој Републици, створена 1994. Главни град ове покрајуне је Кимберли. Покрајина укључује Калахари Гемсбок национални парк, који је део прекограничног парка са Боцваном. Она такође укључује Ауграбиес Фалс и руднике дијаманата. Намакуаланд регион (на западу) је познат по Намакуаланд дајсис. Орање река која протјече кроз покрајину, чини границу са Фри Стејт (на југоистоку) и са Намибијом (на северозападу). Такође се користи за наводњавање винограда близу Апингтона, што је веома важно у овој претежно безводаној покрајини. Већина становништва говори африканерски језик.